# Amblyseius pravus
Amblyseius pravus är en spindeldjursart som beskrevs av Denmark 1977. Amblyseius pravus ingår i släktet Amblyseius och familjen Phytoseiidae. Inga underarter finns listade i Catalogue of Life.